# Franz Babinger
Franz Babinger (n. 15 ianuarie 1891, Weiden in der Oberpfalz, Bavaria, Germania – d. 23 iunie 1967, Durrësi, Albania) a fost un orientalist și istoric german al Imperiului Otoman, cunoscut mai ales pentru elaborarea biografiei sultanului otoman Mahomed al II-lea, cunoscut sub numele de Mahomed Cuceritorul, care a fost publicată sub titlul Mehmed der Eroberer und seine Zeit.

## Biografie
Babinger s-a născut în orașul Weiden in der Oberpfalz din Bavaria, ca cel mai mare dintre cei patru copii ai unei familii din clasa de mijloc: tatăl său era romano-catolic, iar mama sa avea origini evreiești. Era deja un savant și lingvist desăvârșit la momentul încheierii studiilor liceale. Înainte de a începe studiile universitare învățase deja persana și ebraica.
Babinger a efectuat studii de doctorat la Universitatea din München în ajunul Primului Război Mondial; după începerea războiului s-a înrolat în Armata Germană. Datorită abilităților sale lingvistice a fost trimis în Orientul Mijlociu, evitând astfel războiul din tranșee, care a distrus viețile multor învățați promițători ai generației sale.
După război, Babinger și-a continuat studiile la Universitatea Friedrich-Wilhelm din Berlin, unde și-a terminat studiile de abilitare în 1921 și a devenit profesor la aceeași instituție. În această perioadă, a publicat lucrarea Geschichtsschreiber der Osmanen und ihre Werke („Istoricii Imperiului Otoman și lucrările lor”), care a devenit o recenzie bibliografică standard a istoriografiei otomane și a confirmat reputația Universității Friedrich-Wilhelm de centru principal pentru studiile cu privire la Orientul Apropiat. Ascensiunea la putere a naziștilor în 1933 l-a forțat să renunțe la poziția sa. Cu toate acestea, savantul și omul politic român Nicolae Iorga, el însuși un istoric respectat pe plan internațional al Imperiului Otoman, l-a invitat pe Babinger să ocupe un post la Universitatea din București, pe care l-a deținut până când a fost scos afară din țară în 1943. În iunie 1941, pe când se afla invitat la Universitatea din Iași, prof. Babinger a fost martor al Pogromului de la Iași.
Babinger și-a reluat cariera de profesor după cel de-al Doilea Război Mondial și a predat la Universitatea din München din 1948 și până la pensionarea sa în 1958. La 4 aprilie 1957 a depus mărturie în fața Tribunalului din Stuttgart cu privire la atrocitățile comise de armata germană împotriva evreilor români în Pogromul de la Iași, afirmând că a văzut cum o unitate de infanterie germană comandată de un maior împușca evrei în centrul orașului Iași. A continuat să lucreze și să publice în mod activ până la moartea sa accidentală prin înec în Albania pe 23 iunie 1967.

## Activitatea de cercetare
Pe lângă activitatea sa bibliografică, Babinger a publicat numeroase cărți și articole pe o mare varietate de subiecte. Babinger cunoștea limbile turcă, română și arabă, precum și principalele limbi europene, ceea ce i-a oferit operei sale o autoritate pe care au avut-o până atunci rar puține studii cu privire la Orientul Apropiat.
Ca urmare a reputației sale, capodopera sa Mehmed der Eroberer und seine Zeit a fost publicată fără nici o notă bibliografică, iar volumul însoțitor care urma să prezinte sursele sale vaste și voluminoase era neterminat în momentul morții sale. Prin urmare, Mehmed der Eroberer und seine Zeit este una dintre puținele lucrări academice disponibile fără surse citate și a cărei autoritate se bazează exclusiv pe reputația de cercetător a autorului. Unii critici precum prof. Halil İnalcık de la Universitatea din Ankara au afirmat că așteptau apariția ediției a II-a pe care autorul o promisese în prefața cărții și care urma să includă materialul sursă și bibliografia; această ediție nu a apărut niciodată.

## Scrieri (selecție)
- Geschichtsschreiber der Osmanen und ihre Werke (1923)
- Mehmed der Eroberer und seine Zeit (1953)